# Eva Österberg (historiker)
 Der er flere personer med dette navn, se Eva Österberg.
Eva Österberg (født 25. oktober 1942 i Varberg) er en svensk historiker. 
Hun fik sin Ph.d. i 1971, blev docent ved Lunds Universitet i 1973, var professor ved Uppsala Universitet 1984-1987 og ved Lunds Universitet 1987-2007. Österberg er medlem af Kungliga Vetenskapsakademien samt af Kungliga Vitterhets Historie och Antikvitets Akademien, Hallands akademi og Det kongelige danske Selskab for Fædrelandets Historie.

## Priser og udmærkelser
- 1994 Övralidspriset
- 1995 Gleerups litterära pris
- 2001 Torgny Segerstedts pris
- 2005 Gerard Bonniers pris
- 2009 SULF-priset för främjande av akademisk frihet
- 2009 Gad Rausings pris för framstående humanistisk forskargärning
- 2016 Kellgrenpriset